# 宇徳敬子
宇徳 敬子（うとく けいこ、1967年4月7日 - ）は、日本のシンガーソングライター、作詞家、作曲家、ラジオDJ、モデル。所属事務所はユーケードリーム（旧 ビーロック）、レコードレーベルはUK Sweet。
鹿児島県出水市出身。学生時代に保育士と幼稚園教諭の資格を取得している。1/fゆらぎ（エフぶんのいちゆらぎ）の声の持ち主。
B.B.クィーンズ（コーラス）、Mi-Ke（リードボーカル）のメンバーであり、作詞・作曲の他、ビーイング系アーティストのバックコーラス・コーラスアレンジを多数務める。尚ビーイングに在籍や所属とされていたとされているが、本人曰く「ビーイングに所属していたつもりもなく、寧ろ反面教師にしている部分が多い」と比較的、ビーイングに対してネガティブな発言も多く見受けられる。
GIZA系アーティストのバックコーラス担当時にはSecil Minami、Cesil Minami、Cecile Minami（セシル・ミナミ）名義でも活動した。

## 人物・来歴
短大時代に訪れた原宿で複数の芸能プロダクションからスカウトを受け、その中の1社だったスターダストプロモーションに所属し芸能活動をスタート。
モデル・タレント活動を経て、1990年にB.B.クィーンズのコーラス担当で歌手デビュー。その後、B.B.クィーンズの活動と並行して1991年に同グループのコーラス担当村上遙、渡辺真美と共に音楽ユニット・Mi-Keとして活動を開始。Mi-Ke時代、“ケーリン”の愛称で親しまれ、同グループの「サーフィン・JAPAN」のカップリング曲「チョット・ダウン」においてケーリン名義で作詞・作曲を手がけている。
歌手デビュー前は、同事務所に所属していたZARDの坂井泉水やラジオパーソナリティの加藤美樹らとレッスンを受けていた。後年、前述の坂井との関係について問われた際には「言葉にするには難しく複雑」と述べている。
多重コーラスを得意とし、コーラスアレンジも自ら手掛ける。自身以外にも他のアーティストへの楽曲提供やバック・コーラス（コーラスアレンジも宇徳が殆ど行っている）などを務めた楽曲がこれまでに数多く存在し、スタジオ・ミュージシャンとしても幅広く活動している。
1993年8月、シングル「あなたの夢の中 そっと忍び込みたい」でソロデビュー。
ソロ名義での最初の仕事は『ソニック・ザ・ヘッジホッグCD』への参加である。
1994年にリリースされた1stアルバム『砂時計』はオリコンチャート1位を獲得した。他のビーイング所属アーティストと同じく、ソロ転向後はメディアには一切出ないという事務所の方向性だったため、ライブ活動や音楽番組出演はあまり行わず、1990年代は楽曲制作が中心の活動を続ける。
2003年からは主に大阪のhills パン工場を中心にしてライブ活動を開始し、高岡亜衣、スパークリング☆ポイントの楽曲も手がけた。
しばらく新作のリリース活動が途絶えていたが、2006年11月22日には4枚目のオリジナル・アルバム『よろこびの花が咲く〜True Kiss〜』を、前作『満月〜rhythm〜』より8年3ヶ月ぶりにリリース。同年10月からラジオ番組「宇徳敬子のTrue Kiss」が2ヶ月間に渡って放送され、2007年にも10月よりラジオ番組「OCEAN CALEDONIAN BLUE 2007」が2ヶ月間に渡って放送された。
その後はブログを中心とした活動にとどまっていたが、2010年7月にTwitterを開始し、同年8月にはUstream上で“happywayradio”の配信を開始した。Ustreamでの配信は、3ヶ月限定の計6回だった。
2010年9月9日、公式HPのリニューアルと同時に所属事務所の変更が発表される。同年12月18日には約3年ぶりのライブであり初のワンマンライブとなる「Premium Christmas Live Starting Over 〜HAPPY WAY〜」を開催。同年7月7日のブログ上での約束及び願いを実現する事になった。
2011年2月24日、B.B.クィーンズの結成20周年限定再始動が発表。同年12月23日、東京・日本橋三井ホールにて「UTOKU KEIKO Concert2011“WOMAN”」を開催。2012年1月27日、hills パン工場にて「WOMAN2」を追加公演。同年4月7日には東京・六本木スイートベイジルにて「宇徳敬子 Birthday LIVE 2012〜UK❤Sweet〜 at STB139」を開催。この年からNHK-FMの音楽番組『Music Line』のMCを担当した。
2012年9月に公式ファンクラブ「UK❤FAMILY」を設立。
2013年4月6日・7日にファンクラブ限定で一泊二日のツアーイベント｢宇徳敬子 バースデーライヴ 2013 in 沖縄｣を沖縄で開催。
2015年4月21日に公式YouTubeチャンネルを開設。
2017年1月10日からラジオ日本「加藤裕介の横浜ポップJ」番組内のコーナー『宇徳敬子の♡ハッピー愛ランド♡』がスタート。
2018年8月、ソロデビュー25周年を迎える。同年8月8日、初のセルフカバー・アルバム『スローライフと私〜Organic Cafe〜』を発売。同年8月18日から東名阪ツアー「宇徳敬子 25th Anniversary スローライフと私～Organic Cafe～」を開催（8月18日名古屋（名古屋ブルーノート）、8月25日大阪（Music Club JANUS）、10月7日東京（SHIBUYA PLEASURE PLEASURE））。
2018年12月24日、「宇徳敬子 25th Anniversary スローライフと私〜Let it go! UK Xmas Party!!〜」を開催。
2019年4月6日・7日ツアーイベント｢宇徳敬子 25th Anniversary Memorial Tour in Okinawa ～Birthday Live～｣ を沖縄で開催。
2022年、出水市観光大使に就任。
2023年7月7日、Official YouTube Sub Channel「UKの ゆるふわ〜ふわふわチャンネル」を開設。同年8月4日、ソロデビュー30周年を迎え、30周年イヤーをスタート。同年8月4日、8月8日、「30th Anniversaryミニイベント」を開催。同年8月8日、「きれいだと言ってくれた（セルフカバーバージョン）」をデジタルリリース。同年9月8日、エスコンフィールドHOKKAIDOにて自身初の「国歌独唱」を務める。
同年11月10日、島根県ふるさと親善大使「遣島使」に就任。

## 受賞歴
B.B.クィーンズ
- 第5回日本ゴールドディスク大賞「グランプリ」「ベスト5シングル賞」
- 第19回FNS歌謡祭グランプリ「グランプリ」
- 第23回日本有線大賞「有線音楽特別大衆賞」「有線音楽優秀賞」
- 第23回全日本有線放送大賞（現・ベストヒット歌謡祭）「ゴールデン・ヒット賞」「特別賞」
- 第32回日本レコード大賞（ポップス・ロック部門）「日本レコード大賞」「ポップス・ゴールド・ディスク賞」

Mi-Ke
- 第6回日本ゴールドディスク大賞「グランプリ・ニュー・アーティスト賞」「ベスト5ニュー・アーティスト賞」
- 第24回日本有線大賞「最優秀新人賞」「新人賞」
- 第24回全日本有線放送大賞「最優秀新人賞」「新人賞」
- 第33回日本レコード大賞（ポップス・ロック部門）「最優秀新人賞」「新人賞」

## 作品

### シングル
作詞は全て宇徳敬子(1st〜)
|      | 規格品番  | リリース日                  | タイトル                                 | 楽曲制作                                                              | 最高位 |
| ---- | --------- | --------------------------- | ---------------------------------------- | --------------------------------------------------------------------- | ------ |
| -    | BMDR-144  | 1992年11月21日              | Good-by morning（宇徳敬子&近藤房之助）   | 作詞：庄野真代 作曲：中島薫 編曲：長戸大幸                            | 19位   |
| 1st  | ZADL-1013 | 1993年8月4日                | あなたの夢の中 そっと忍び込みたい        | 作曲：織田哲郎 編曲：葉山たけし                                       | 17位   |
| 2nd  | ZADL-1023 | 1993年12月8日               | まぶしい人                               | 作曲：栗林誠一郎 編曲：葉山たけし                                     | 14位   |
| 3rd  | ZADL-1028 | 1994年3月16日               | 愛さずにはいられない                     | 作曲：多々納好夫 編曲：池田大輔                                       | 10位   |
| 4th  | ZADL-1032 | 1994年7月30日               | どこまでもずっと                         | 作曲：宇徳敬子 編曲：明石昌夫                                         | 25位   |
| 5th  | ZADL-1039 | 1995年1月16日               | あなたは 私の ENERGY                     | 作曲：宇徳敬子 編曲：池田大輔                                         | 10位   |
| 6th  | ZADL-1044 | 1995年6月12日               | 不思議な世界                             | 作曲：宇徳敬子 編曲：DIMENSION                                        | 13位   |
| 7th  | ZADL-1060 | 1996年6月10日               | あなたが世界一                           | 作曲：宇徳敬子 編曲：古井弘人・池田大介                               | 20位   |
| 8th  | ZADL-1062 | 1996年8月5日                | メッセージ                               | 作曲：宇徳敬子 編曲：明石昌夫・UK Project                             | 32位   |
| 9th  | ZADL-1070 | 1997年5月14日               | 光と影のロマン                           | 作曲：宇徳敬子 編曲：池田大介                                         | 20位   |
| 10th | ZADL-1073 | 1997年8月13日               | 満ち潮の満月                             | 作曲：宇徳敬子 編曲：池田大介                                         | 49位   |
| 11th | ZADL-1076 | 1998年6月17日               | 風のように自由 〜free as the wind〜      | 作曲：宇徳敬子 編曲：UK Project                                       | 33位   |
| 12th | ZADL-1079 | 1998年8月26日               | Don't forget me                          | 作曲：宇徳敬子 編曲：-                                                | 90位   |
| 13th | ZACL-3003 | 1999年5月19日               | Realize                                  | 作曲：宇徳敬子 編曲：徳永暁人                                         | 56位   |
| 14th | ZACL-3004 | 2000年5月31日               | 大切に想うエトセトラ                     | 作曲：宇徳敬子 編曲：寺地秀行                                         | 44位   |
| -    | ZDM-14    | 2000年10月21日              | I can feel ～今 きみがいちばん光ってる～ | 作曲：宇徳敬子 編曲：寺地秀行                                         | -      |
| 15th | UKS-1302  | 2014年1月29日（一般発売日） | Happy Way / Destiny 〜キセキの輝き〜     | M-1 作曲：solaya 編曲：小林俊太郎 M-2 作曲：宇徳敬子 編曲：UK Project | 125位  |

### 音楽配信
|      | リリース日     | タイトル                                                | 楽曲制作                                                         |
| ---- | -------------- | ------------------------------------------------------- | ---------------------------------------------------------------- |
| 限定 | 2014年12月24日 | Amazing Grace                                           | 作詞：ジョン・ニュートン 作曲：不詳 編曲：池田大輔               |
| 限定 | 2015年9月9日   | Make My Day                                             | 作詞・作曲：宇徳敬子 編曲：                                      |
| 限定 | 2015年10月10日 | Mr.Right                                                | 作詞・作曲：宇徳敬子 編曲：                                      |
| 限定 | 2015年11月11日 | You Raise Me Up                                         | 作詞：Brendan Graham 作曲：Rolf Lovland 編曲：池田大輔           |
| 先行 | 2016年2月22日  | 大丈夫だよ (^_-) -☆                                     | 作詞・作曲：宇徳敬子 編曲：小林俊太郎                            |
| 限定 | 2016年8月8日   | ハッピー愛ランド（Remix）                               | 作詞・作曲：宇徳敬子 編曲：満寿田ムーブマン                      |
| 限定 | 2017年7月7日   | Revolution（Remix） feat. Infinity16                    | 作詞・作曲：宇徳敬子 編曲：                                      |
| 先行 | 2018年7月16日  | 声のジェット機 ～アイのコトバ～ with 前川真悟           | 作詞：前川真悟・宇徳敬子 作曲：前川真悟 編曲：山口高始・前川真悟 |
| 先行 | 2023年8月8日   | きれいだと言ってくれた（セルフカバーバージョン）        | 作詞・作曲：川島だりあ 編曲：オバタコウジ                        |
| 先行 | 2023年11月11日 | Good-by morning (Self Cover Version) 宇徳敬子＆中西圭三 | 作詞：庄野真代 作曲：中島薫 編曲：オバタコウジ                   |
| 先行 | 2024年7月7日   | Hideaway-逃亡者- (セルフカバーバージョン)               | 作詞・作曲：宇徳敬子 編曲：オバタコウジ                          |
| 限定 | 2024年12月21日 | SILENT NIGHT (Cover)                                    | 作詞：由木康 作曲：Franz Xaver Gruber ピアノ：髙見英             |

### オリジナル・アルバム
|     | 規格品番  | リリース日     | タイトル                         | 最高位 |
| --- | --------- | -------------- | -------------------------------- | ------ |
| 1st | ZACL-1014 | 1994年10月10日 | 砂時計                           | 1位    |
| 2nd | ZACL-1036 | 1996年11月11日 | 氷                               | 2位    |
| 3rd | ZACL-1046 | 1998年8月26日  | 満月 〜rhythm〜                  | 9位    |
| 4th | ZACL-9010 | 2006年11月22日 | よろこびの花が咲く 〜True Kiss〜 | 72位   |

### オリジナル・ミニ・アルバム
| 規格品番 | リリース日   | タイトル         | 最高位 |
| -------- | ------------ | ---------------- | ------ |
| UKS-1603 | 2016年3月9日 | 新月 〜Rainbow〜 | 74位   |

### セルフカバー・アルバム
|     | 規格品番 | リリース日   | タイトル                                  | 最高位 |
| --- | -------- | ------------ | ----------------------------------------- | ------ |
| 1st | UKS-1804 | 2018年8月8日 | スローライフと私 ～Organic Cafe～         | 80位   |
| 2nd | UKS-2406 | 2024年8月8日 | スローライフをあなたと ～Alone Together～ |        |

### ベスト・アルバム
|     | 規格品番    | リリース日     | タイトル                                     | 最高位 |
| --- | ----------- | -------------- | -------------------------------------------- | ------ |
| 1st | ZACL-9001   | 2003年12月17日 | THE BEST "eternity"                          | 63位   |
| 2nd | ZACL-9052/3 | 2011年12月21日 | 宇徳敬子 COMPLETE BEST 〜Single Collection〜 | 106位  |

### リミックス・アルバム
| 規格品番 | リリース日   | タイトル                                            |
| -------- | ------------ | --------------------------------------------------- |
| TCR-024  | 2004年7月7日 | Cool City Production Vol.7 UK sweet 〜Utoku Keiko〜 |

### DVD
|     | 規格品番 | リリース日                | タイトル                                                                      | 最高位 |
| --- | -------- | ------------------------- | ----------------------------------------------------------------------------- | ------ |
| 1st | UKS-1201 | 2014年1月29日(一般発売日) | 宇徳敬子 Concert2011"WOMAN" at 日本橋三井ホール                               | 300位  |
| 2nd | UKS-1905 | 2019年5月15日             | 宇徳敬子 25th Anniversary 2018 スローライフと私～Let it go! UK Xmas Party!!～ | 56位   |

### コラボレーション楽曲
- Good-by morning（宇徳敬子&近藤房之助）1992/11/21
- 青い夏まで待てない（Quncho）1993/7/21　※ゲストボーカルとして参加
- GIZA studio MAI-K & FRIENDS HOTROD BEACH PARTY（M-15.CALIFORNIA GIRLS（滴草由実））2002/7/17　※ゲストボーカルとして参加
- THE HIT PARADE（TAK MATSUMOTO）（M-14.時に愛は（TAK MATSUMOTO featuring 宇徳敬子））2003/11/26
- 宇徳敬子 COMPLETE BEST 〜Single Collection〜（宇徳敬子）（DISC-1 M-16.Way Back Into Love（宇徳敬子 feat.Ryu））2011/12/21

映画「ラブソングができるまで」の主題歌「愛に戻る道（Way Back Into Love）」ヒュー・グラント＆ヘイリー・ベネットのカバー。
- B.B.QUEENS LEGEND 〜See you someday〜（B.B.QUEENS）（M-3.未来のmemories（宇徳敬子×DEEN））2012/9/19
- 声のジェット機：宇徳敬子（かりゆし58）2019/12/11　※ゲストボーカルとして参加

「声のジェット機～アイのコトバ～」をかりゆし58が配信限定リリースでセルフカバー。
- GET OVER IT（田川伸治）（M-3.HANG IN THERE（田川伸治 feat.宇徳敬子））2021/3/31
- 明日という名の種をまこう（クリエイティブユニットPAL）2024/7/4[13]

### ゲームミュージック
- SING!! 〜SEGA GAME MUSIC presented by B.B.Queens（CRAZY CRAZY（クイズスクランブル3in1）1992/8/12
- ソニック・ザ・ヘッジホッグCD（OP曲：Sonic‐ You Can Do Anything、ED曲：Cosmic Eternity - Believe in Yourself）1993/9/23

「SONIC TEAM “Power Play” 〜BEST SONGS FROM SONIC TEAM〜」
「SONIC THE HEDGEHOG CD ORIGINAL SOUNDTRACK 20th Anniversary Edition」 等に収録。

### コンピレーション
- 「ホテルウーマン」オリジナル・サウンドトラック（M-3.きれいだと言ってくれた）1991/11/21　※1st AL「砂時計」に新録バージョンで収録
- 「ウーマンドリーム」オリジナル・サウンドトラック（M-3.Good-by morning）1992/12/2
- ROYAL STRAIGHT SOUL II（M-6.渚のボード・ウォーク）1991/9/21　※宇徳作品には未収録
- ROYAL STRAIGHT SOUL III Vol.2（M-5.IN MY LIFE）1992/7/22　※宇徳作品には未収録
- 中華一番! Special TV on-air Mix & Original Soundtrack（M-22.風のように自由 〜free as the wind〜(TV Mix)）1998/8/5　※宇徳作品には未収録
- 日本アニメーション創立25周年企画 アニメ主題歌大全集 〜オリジナル原盤による〜（DISC-8 M-11.風のように自由 〜free as the wind〜(TV Mix)）2000/1/29
- THE BEST OF DETECTIVE CONAN 〜名探偵コナン テーマ曲集〜（M-6.光と影のロマン）2000/11/29
- It's TV SHOW!! 〜TBSテレビ&フジテレビ主題歌&テーマ曲BEST〜（DISC-2 M-2.風のように自由 〜free as the wind〜）2004/10/27
- COUNTDOWN BEING（DISC-1 M-13.Good-by morning、DISC-4 M-3.愛さずにはいられない）2005/11
- アニパラ天国 〜誰でも踊れるパラパラ入門編〜 [DVD]（第2部.ジブリアニパラ UK-MIX）2007/08/24　※宇徳作品には未収録

## 楽曲提供
| 歌手名                  | 曲名                   | 初収録作品                          | 年   | 作詞作曲 | 備考 |
| ----------------------- | ---------------------- | ----------------------------------- | ---- | -------- | --- |
| 瀬戸朝香                | この情熱はダイヤモンド | この情熱はダイヤモンド              | 1995 | 作詞作曲 | 自ら宇徳のファンである事を公言していた瀬戸朝香本人からの依頼により楽曲製作され、バックコーラスでも参加している。 2nd AL「氷」にてセルフカバー。              |
| 瀬戸朝香                | Eternity               | Eternal Moment                      | 1995 | 作詞作曲 | 自ら宇徳のファンである事を公言していた瀬戸朝香本人からの依頼により楽曲製作され、バックコーラスでも参加している。 2nd AL「氷」にてセルフカバー。              |
| 譚小環                  | 人的心                 | 自主                                | 1997 | 作曲     | 香港のシンガー「譚小環」に提供した楽曲。外資系レコード店でBEST3内をキープし続けロングセラーとなった。 後に日本語詞を書き下ろし「泣いて」としてセルフカバー。 |
| WANDS                   | Please tell me Jesus   | AWAKE                               | 1999 | 作曲     | |
| 薬師丸ひろ子            | Love holic             | Love holic                          | 2000 | 作曲     | |
| キティ&ダニエル         | もう泣かないよ         | 恋しちゃいなタウン / もう泣かないよ | 2002 | 作詞作曲 | 一部歌詞を変更して、1st MiniAL「新月 〜Rainbow〜」にてセルフカバー。                                                                                         |
| 高岡亜衣                | mom call me            | 光と風と君の中で                    | 2004 | 作曲     | 原曲は2001年にMP3.comで発表された全英語詩による「Make My Day」。2015年デジタル配信限定リリース。                                                             |
| スパークリング☆ポイント | Happy☆in my life       | トロピカルビーチ                    | 2005 | 作曲     | |
| スパークリング☆ポイント | 最後の夏休み           | Sparkling☆Point 1                   | 2005 | 作曲     | |
| 竹達彩奈                | Strawberry☆Kiss        | Sinfonia! Sinfonia!!!               | 2012 | 作詞     | |

## 主なコーラス参加作品
※掲載は一部
- エド山口

　「エド山口の想い出の九十九里浜」
- B'z

　「LOVE PHANTOM」（Female Voice）
- 中山美穂＆WANDS

　「世界中の誰よりきっと」「世界中の誰よりきっと〈PART II〉」
- WANDS

　「世界中の誰よりきっと 〜Album Version〜」「WORST CRIME〜About a rock star who was a swindler〜」
- T-BOLAN

　「刹那さを消せやしない」「びしょ濡れの優しさの中」「Heart of Stone」「愛のために 愛の中で」「10 Years Love Story」
- DEEN

　「手ごたえのない愛」「VOYAGE」
- TUBE

　「I'm in love you, good day sunshine」「江ノ島ブギウギ」「はぐれ雲」「I will follow」
- 前田亘輝

　「Always」
- 瀬戸朝香

　「この情熱はダイヤモンド」「Eternity」
- 松本孝弘

　「THE CHANGING」「Nothin' But The Blues」「SAKURA」「冬の灯」「ゼロより ゼロから」「hallelujah」「港のヨーコ・ヨコハマ・ヨコスカ」
- 倉木麻衣

　「Like a star in the night」「Fairy tale 〜my last teenage wish〜」「Trip in the dream」「不思議の国」
- TWINZER

　「OH SHINY DAYS」
- Quncho

　「心の底のあの日」「何もきかないで」「AGAIN（再び…）」「My Little Honey」
- 辻尾有紗

　「青い空に出逢えた」
- 七緒香

　「恋は舞い降りた」「GO WAY」「いーんじゃない!!」「ミネラル」
- FIELD OF VIEW

　「君がいたから」「Last Good-bye」「ドキッ」「この街で君と暮らしたい」「渇いた叫び」「CRASH」「Still」「孤独なTraveler」「Rainy day」「大空へ」「Loversday」「夏の片隅で」「Sunday morning」「Time is gone」
- Naifu

　「Mysterious」
- ZYYG

　「ぜったいに 誰も」
- Fayray

　「好きだなんて言えない」「touch me, kiss me」「tears」
- GRASS ARCADE

　「BRAVE」
- rumania montevideo

　「Still for your love」「デジタルミュージックパワー」「picnic」「HARD RAIN」「All by myself」
- Soul Crusaders

　「Baby Sweet Sunshine」「Lonesome Tonight 〜君だけ見つめてる〜」「オモイデハ花」
- 松橋未樹

　「destiny」「いつまでも愛を包もう」
- 山口裕加里

　「羽根」「鳥かご」「イノリ」
- 吉田知加

　「愛シニ来テ欲シイ」
- 滴草由実

　「時よ」「CALIFORNIA GIRLS (guest vocals)」
- 菅崎茜

　「君の名前 呼ぶだけで」「Promises」「「いちご白書」をもう一度（featuring 菅崎茜）」
- JEWELRY

　「ココロが止まらない」「LUCKY LOVE!」「眠る君の横顔に微笑みを」「デイジー」「PASSIONATE WAVE」「君と約束した優しいあの場所まで」「違う世界で出逢えたら」「ひらり 夢一夜」
- BON-BON BLANCO

　「バカンスの恋」「The sea of the time」「だって、女の子なんだもん!」
- 三枝夕夏 IN db

　「It's for you」「Secret&Lies」「Tears Go By」「Whenever I think of you」「Happy birthday to you」「Stay my dream」「Shocking Blue」「君と約束した優しいあの場所まで」「CHU☆TRUE LOVE」「ひらり夢一夜」「I'm in love」「PASSIONATE WAVE」「Because I love you, good-bye street」「居心地のいいハニー」「It's for you 〜Acoustic version〜」「Destiny Wind Blows 〜Album version〜」「君の瞳の中はミステリー」「I can't see,I can't feel」「眠る君の横顔に微笑みを」「胸いっぱいのこの愛を 誰より君に」「青春の空」「最後のキスは氷のように冷たかった」「私を許さないで」「ジューンブライド 〜あなたしか見えない〜」「君の愛に包まれて痛い」「明日に降る夢よ」4th AL「U-ka saegusa IN db IV 〜クリスタルな季節に魅せられて〜」
- 岸本早未

　「迷Q!?-迷宮-MAKE★YOU-」「愛する君が傍にいれば」「同じ世界で」「SODA POP」「会いたくて」「reigning star」「OPEN YOUR HEART」「Yes or No?」「記憶」「ユメリアル」「風に向かい歩くように」「素敵な夢みようね」「for...You from...Me」「NEVER CHANGE」「Dessert Days」「Memory」「みえないストーリー」「君だけのLove Song」「clear days」
- 北原愛子

　「明日遥か遠い海に辿り着けるように」「grand blue」「虹色にひかる海」「向日葵のように」「サヨナラを告げた日が近すぎて」「禁断の果実」「Sun rise train」「君の描くその未来」「雪降る夜は抱きしめて」「special Days!!」「花咲く道」「Message」「いつも」 「運命だとか奇跡だとか信じたい気分」 「戻れないあの日」「Break down」「君の笑顔が好きだから」「あの頃の君でいて」「Hands up!!」「もう一度 君に恋している」「Season」「テ・ケロ テ・アモ 〜夏の夏の恋〜」「また会おうね」「世界中どこを探しても」
- the★tambourines

　「アツイナミダ」「wonder boy」「afresh wish」
- 上原あずみ

　1st AL「無色」
- 小松未歩

　1st AL「謎」「願い事ひとつだけ」「anybody's game」 「さよならのかけら」「最短距離で」「風がそよぐ場所」「あなたがいるから」「Love gone(Album Mix)」「Hold me tight」
- 愛内里菜

　 1st AL「Be Happy」2nd AL「POWER OF WORDS」3rd AL「A.I.R」4th AL「PLAYGIRL」5th AL「DELIGHT」
- 相川七瀬

　「Precious Summer」「碧いうさぎ」「世界が終るまでは・・・」「君がいたから」「咲き誇れ愛しさよ」
- 森友嵐士

　「いつまでも変わらない愛をずっと」

## ライブ・コンサート

### hills パン工場（THURSDAY LIVE・SATURDAY LIVE）
※記載がない回はゲスト出演
- 2003年 4月10日、5月8日、5月15日、5月22日、6月19日、7月17日、7月24日、8月14日（POPS NIGHT）、10月30日、11月20日、12月11日（UTOKU NIGHT）
- 2004年 3月18日、4月15日（UTOKU NIGHT）、6月17日、9月9日、9月23日（UK sweet NIGHT）、12月23日（UK sweet X'mas NIGHT）
- 2005年 4月28日（UK special NIGHT）、5月12日、9月22日（UK NIGHT）、11月17日、12月29日（2005 LAST THURSDAY NIGHT）
- 2006年 3月2日（UK NIGHT）、6月15日（UK NIGHT）、8月31日（UK NIGHT）、10月12日、12月7日（BEING & UK NIGHT）、12月23日（アルバム購入者向けプレゼントシークレットライブ）
- 2007年 4月7日（UK NIGHT、この回より木曜日から土曜日に変更。ゲストなしの単独ライブ）

### ゲスト出演等
- ゆうあいピック岐阜大会（2000年10月22日）
- MITSUBISHI MOTORS“COLT”presents FM Festival'02 愛内里菜 with Friends Special Live（Zepp OSAKA、2002年12月12日）
- e-Drive2002（品川プリンスホテル、2002年10月24日）
- 愛内里菜「里菜 祭り 2003」（大阪フェスティバルホール、2003年7月31日）
- MOSAIC MOONLIGHT LIVE07（Kiss-FM KOBE主催、神戸モザイク、2007年09月23日）
- Live Espressivo -Asuka Matsumoto×tokyo.panda-（STB139、2010年5月6日）
- GIRLS' FACTORY 11（Zepp Tokyo、2011年7月30日）
- Ryu Live 2011〜たいせつ〜Special version（メルパルクホール東京、2011年11月4日）
- DEEN LIVE JOY-Break17 〜Road to 武道館〜（Zepp Tokyo、2013年2月11日）
- MORITOMO ARASHI CONCERT TOUR 2015 PEACE ROCK 東京公演（Zepp Tokyo、2015年8月9日）
- 酒まつり（広島県東広島市「五千人の居酒屋会場」、2015年10月11日）
- 田川伸治バースデイ・リサイタル Vol.47 〜手ぶらで構いません〜（下北沢GARDEN、2017年4月15日）
- OTODAMA SEA STUDIO 2018 supported by POCARI SWEAT 〜いつもの場所で 2018'〜（OTODAMA SEA STUDIO、2018年8月21日）
- オバタコウジ Birthday Live 2018「音楽が鳴り止む前に vol.8」（下北沢「風知空知」、2018年9月27日）
- World Welleness Beauty Wellness Project 2019（東急プラザ銀座、2019年1月29日）
- YOKOHAMA STAR☆NIGHT RUN 2019（横浜赤レンガ倉庫、2019年7月7日）
- THE GREAT SATSUMANIAN HESTIVAL 2019（鹿児島県鹿児島市・桜島多目的広場＆溶岩グラウンド、2019年10月6日）
- Save Earth & Music Festival 〜Pre Event〜（名古屋市芸術創造センター、2022年5月6日）
- 瀬戸朝香 30th&Birthday Anniversary 2022 〜Night cruising with Asaka〜（シーライン東京 シンフォニークルーズ、2022年12月10日）
- 《WE LOVE HOKKAIDO SERIES 2023》音祭「北海道日本ハムファイターズ VS 埼玉西武ライオンズ」（国家独唱＆スペシャルミニライブ、エスコンフィールドHOKKAIDO、2023年9月8日）
- ウイングドームいずみ オープニングイベント（鹿児島県出水市「ウイングドームいずみ」、2023年9月16日）
- TOKYO FLOWER CARPET 2024 オープニングセレモニー（日本橋高島屋、2024年5月25日）
- にっぽん丸「飛んでクルーズ北海道」（2024年9月3日-12日）
- ノエスタファミリーフェスティバル2024（ノエビアスタジアム神戸、2024年10月12日）
- 能登半島復興応援イベント「明日という名の種をまこう」（能登町柳田植物公園、2024年10月20日）
- MID-FM「RADIO”ROCK UP!!”」300回放送記念 公開収録LIVE（愛知県「LIVE HOUSE CIRCUS」、2025年7月20日）

## USTREAM
- 2010年8月から10月にかけて"happywayradio"が3ヶ月限定配信

第1回：8月8日、第2回：8月24日、第3回：9月9日、第4回：9月22日、第5回：10月7日、第6回：10月22日
- 2010年12月18日に開催された単独ライブの一部が同日の19時10分過ぎから30分ほど配信された。

## 出演

### テレビ
- SUPER WEEKEND LIVE 土曜深夜族（TBS）（レギュラー）
- キャッチアップ（TBS）（リポーター）
- ミッドナイト シンドローム「ユーミンに恋してる」（1989年、関西テレビ放送）（単発ドラマ、主演。第27回ギャラクシー賞奨励賞受賞）
- 女子力を磨く旅！美の王国タイ！（2010年12月31日、テレビ東京）
- PON!（2011年12月1日、日本テレビ）
- ありがとッ!（2011年12月14日、テレビ神奈川）
- めざせ!会社の星（2012年1月21日、NHK Eテレ）
- オススメッ!（2012年2月4日、日本テレビ）
- スクールライブショー（2012年7月1日 - 7月22日、NHK Eテレ）（審査員）
- MUSIC LAUNCHER（2012年11月22日、2013年1月10日、千葉テレビ放送他）
- 関ジャニの仕分け∞ 2時間スペシャル（2013年7月6日、テレビ朝日）
- 日本テレビ開局60周年特別番組 歌唱力日本一決定戦！「歌唱王」（2013年12月9日、日本テレビ）（審査員）
- バズリズム02（2018年8月18日、日本テレビ）
- 今夜くらべてみました（2019年2月27日、日本テレビ）
- スナック 胸キュン1000％ ママこの人つれて来た!（2019年6月8日（初回）、BS12 トゥエルビ）
- 今日感テレビ日曜版（2019年6月30日、RKB毎日放送）
- 吉田山田のドレミファイル♪（2019年7月20日、テレビ神奈川）
- 世界まる見え!テレビ特捜部（2019年12月2日、日本テレビ）
- 有吉反省会（2021年1月9日、日本テレビ）（反省人）
- バゲット（2021年11月15日、日本テレビ）
- The Gift-大切なあなたへ-（2022年5月30日、日本テレビ）
- 踊る!さんま御殿!!（2022年9月13日、日本テレビ）
- ニンゲン観察バラエティ モニタリング（2023年1月19日、TBS）
- かごピタ（2023年9月15日、鹿児島讀賣テレビ）
- オオカミ少年・ハマダ歌謡祭（2023年9月22日、TBS）
- 千鳥の鬼レンチャン（2023年10月15日、2025年2月9日、フジテレビ）
- 昭和歌謡ベストテンDX（2024年3月28日、BS-TBS）
- THE MUSIC DAY 2024（2024年7月6日、日本テレビ）
- そのとき、歌は流れた～時代を彩った昭和名曲～（2025年2月19日、2025年4月9日、BS日テレ）
- 昭和平成の名場面45連発！あの人ビフォーアフター（2025年4月1日、フジテレビ）

### ラジオ
- サークルKプレゼンツ ビート・ナイト・クラブ（エフエム大阪、1997年10月 - 1998年）
- nifty presents KEIKO UTOKU@MUSIC WEB（Kiss FM KOBE/bayfm、1999年10月9日 - 10月30日）
- 宇徳敬子のTrue Kiss（Kiss-FM KOBE、2006年10月 - 12月）
- OCEAN CALEDONIAN BLUE 2007（Kiss-FM KOBE、2007年10月6日 - 12月）
- Music Line（NHK-FM放送、2012年4月2日 - 2014年3月27日）
- 加藤裕介の横浜ポップJ 番組内コーナー「宇徳敬子の♡ハッピー愛ランド♡」（ラジオ日本、2017年1月10日（毎週火曜日14時30分頃～） - 現在）

### CM
- ファミリーマート（1987年）
- 日本コカ・コーラ「I feel Coke '89 ダンス編」（1989年）
- NTT「CALL ME AGAiN」（1989年）（CM曲も宇徳が歌唱。曲名不明）
- 宝酒造「ハーブ＆はちみつ」（1990年）
- 雪印「とってもゼリー」（Mi-Ke）（1992年）

### 広告
- 三井銀行
- エアーニッポン
- 三菱製紙「三菱カラープリント」
- 株式会社NTTテレサポート
- 株式会社エス・ビー・シー[15]
- ミライラボバイオサイエンス株式会社「NMNプレミアムオーラルジェル」[16]